# Südostasienspiele 1995
Die Südostasienspiele 1995, englisch als Southeast Asian Games (SEA Games) bezeichnet, fanden vom 9. bis 17. Dezember 1995 in Chiang Mai statt. Es war die 18. Auflage der Spiele. Es nahmen über 3000 Athleten und Offizielle aus 10 Ländern in 28 Sportarten an den Spielen teil.

## Medaillenspiegel
| Platz | Land        | Gold | Silber | Bronze | Gesamt |
| ----- | ----------- | ---- | ------ | ------ | ------ |
| 1     | Thailand    | 157  | 98     | 91     | 346    |
| 2     | Indonesien  | 77   | 67     | 77     | 221    |
| 3     | Philippinen | 33   | 48     | 64     | 145    |
| 4     | Malaysia    | 31   | 49     | 69     | 149    |
| 5     | Singapur    | 26   | 27     | 42     | 95     |
| 6     | Vietnam     | 10   | 18     | 24     | 52     |
| 7     | Myanmar     | 4    | 21     | 37     | 62     |
| 8     | Brunei      | 0    | 2      | 6      | 8      |
| 9     | Kambodscha  | 0    | 0      | 2      | 2      |
| 9     | Laos        | 0    | 0      | 2      | 2      |

## Sportarten
- Badminton
- Basketball
- Billard
- Bogenschießen
- Bowling
- Boxen
- Reiten
- Fechten
- Fußball
- Gewichtheben
- Golf
- Hockey
- Judo
- Leichtathletik
- Pencak Silat
- Radsport
- Rudern
- Rugby
- Schwimmsport
- Segeln
- Sepak Takraw
- Schießen
- Squash
- Taekwondo
- Tennis
- Tischtennis
- Turnen
- Volleyball

## Referenzen
- Geschichte der Südostasienspiele